# John Lardner
John Lardner (* 10. Mai 1972) ist ein ehemaliger schottischer Snookerspieler aus Glasgow, der zwischen 1991 und 2001 für zehn Jahre Profispieler war. In dieser Zeit gewann er ein Event der WPBSA Minor Tour und erreichte das Finale der Benson and Hedges Championship 1993, das Achtelfinale des Thailand Masters 2000 und Rang 67 der Snookerweltrangliste.

## Karriere
1987 wurde Lardner schottischer U16-Meister. Wenige Monate später stand er auch im Finale der britischen U16-Meisterschaft, konnte das Turnier aber nicht gewinnen. 1989/90 versuchte sich Lardner für die Profitour zu qualifizieren, was ihm aber misslang. Als 1991 die Profitour für alle Spieler geöffnet wurde, wurde Lardner Profispieler. In seinen ersten Profijahren konnte er aber kaum nennenswerte Ergebnisse erzielen, auch wenn er sich Saison für Saison sukzessive steigerte. Erfolge feierte er vor allem bei Turnieren ohne Einfluss auf die Weltrangliste: So verlor er gegen Ronnie O’Sullivan das Endspiel der Benson and Hedges Championship 1993, bevor er gegen Eddie Manning das dritte Event der WPBSA Minor Tour 1994/95 gewann. Auf der Weltrangliste arbeitete er sich bis Mitte 1997 auf Rang 130 hinauf.
Wegen einer Modusänderung stand danach sein Profistatus auf der Kippe, doch Lardner gelang im Rahmen der WPBSA Qualifying School die Qualifikation. Danach setzte er seine sukzessive Steigerung fort, bis ihm in der Saison 1998/99 mehrere Hauptrundenteilnahmen gelangen, unter anderem bei der Snookerweltmeisterschaft. Eine Achtelfinalteilnahme beim Thailand Masters in der nächsten Saison führte ihn auf Platz 67 der Weltrangliste. Danach verschlechterten sich seine Ergebnisse aber, wodurch er auf Platz 90 abrutschte und seinen Profistatus verlor. Einige Jahre später wurde Lardner zur Scottish Professional Championship 2011 eingeladen, wo er noch in der Qualifikation ausschied.

## Erfolge
| Ausgang         | Jahr | Turnier                            | Finalgegner       | Ergebnis |
| --------------- | ---- | ---------------------------------- | ----------------- | -------- |
| Amateurturniere |      |                                    |                   |          |
| Sieger          | 1987 | Schottische U16-Meisterschaft      | Colin Donaldson   | 5:1      |
| Zweiter         | 1988 | Britische U16-Meisterschaft        | David Grimwood    | 1:3      |
| Profiturniere   |      |                                    |                   |          |
| Zweiter         | 1993 | Benson and Hedges Championship     | Ronnie O’Sullivan | 6:9      |
| Sieger          | 1995 | WPBSA Minor Tour 1994/95 – Event 3 | Eddie Manning     | 5:2      |
| Sieger          | 1997 | WPBSA Qualifying School – Event 2  | Les Dodd          | 5:0      |